# Naby Keïta
Naby Laye Keïta (født 10. februar 1995) er en guineansk professionel fodboldspiller, der spiller, som central midtbanespiller for den ungarnske fodboldklub Ferencvarosi og det guineanske landshold.
Keïta startede sin professionelle karriere med Ligue 2-klubben FC Istres i 2013, og et år senere skiftede han til Red Bull Salzburg, hvor han vandt det østrigske mesterskab og den østrigske cupdouble i begge sine sæsoner. Han skiftede derefter til RB Leipzig i 2016, hvor han blev valgt til Bundesligaens hold i sæsonen i hans første år, og til UEFA Europa League's hold i sæsonen i hans andet år. Han accepterede at skifte til Liverpool i 2017 og fuldførte skiftet et år senere. Han vandt UEFA Champions League i sin første sæson i klubben og FIFA Club World Cup og Premier League i den følgende sæson.
Keïta debuterede for Guineas landshold i 2012. Han har spillet over 40 kampe og var en del af deres hold ved Africa Cup of Nations i 2015, 2019 og 2021.

## Klubkarriere

### Horoya AC
Naby Keïta kom til fodboldklubben i sin hjemby, Horoya AC, som 9-årig.

### FC Istres
Keïta kom til den franske klub FC Istres i 2012, hvor han først spillede for ungdomsholdet. I 2013 blev han dog rykket op på førsteholdet og fik sin Ligue 2-debut som Nîmes Olympique.
Han scorede 11 mål i 23 kampe i sin første sæson som professionel fodboldspiller i Ligue 2.

### Red Bull Salzburg
Keïta kom herefter til den østrigske topklub, Red Bull Salzburg. Han fik sin ligadebut d. 26. juli 2014 mod Wiener Neustadt.
Keïta endte sæsonen med at score 5 mål og lave 2 assist i 30 kampe for klubben, for han var med til at sikre klubben ligamesterskabet og sejr i pokalturneringen. Han blev valgt som årets spiller i den østrigske bundesliga.

### RB Leipzig
Keïta kom i juni 2016 til søsterklubben RB Leipzig, som netop havde promoveret sig til Bundesligaen. I sin ligadebut mod Borussia Dortmund blev han matchwinner, og endte med at score 7 mål i sin første sæson i Bundesligaen.
Sæsonen efter (2017–18) endte Keïta med at score 9 mål og lave 7 assists i 39 kampe, heraf to mål i UEFA Champions League mod AS Monaco og Beşiktaş.

### Liverpool
D. 28. august 2017 blev det offentliggjort, at RB Leipzig og Liverpool havde indgået en aftale om, at Keïta skulle skifte til Liverpool d. 1. juli 2018. Liverpool udløste hans købsklausul på £48 mio. for også at skulle betale en række pristillæg alt afhængig af, om RB Leipzig kvalificerede sig til europæisk deltagelse i sæsonen 2017–18 i Bundesligaen. Da RB Leipzig endte med at kvalificere sig til UEFA Europa League, endte prisen på £52,75 mio.

### Werder Bremen
D. 9 juni 2023, annoncerede Werder Bremen, at Keita ville skifte til klubben som fri agent.

## Privat liv
Naby Keïta har en yngre bror ved navn Petit Keïta, som tidligere spillede for det tyske hold Inter Leipzig. I 2018 blev det rapporteret, at han trænede på Liverpools akademi, men han blev ikke tilbudt en kontrakt.
I 2017 blev Keïta anklaget for at fremlægge falske dokumenter. Han havde angiveligt fremlagt to falske guineanske kørekort for at opnå et kørekort i Tyskland. Han blev idømt en bøde på €415.000 af distriktsdomstolen i Leipzig, som blev reduceret til €250.000 ved anke.
I september 2021 blev Keïta og hans guineanske holdkammerater, sammen med modstanderne fra Marokko, strandet under det guineanske statskup i 2021. Heldigvis vendte de alle sikkert hjem.